# Marcia Jones-Smoke
Marcia Ingram Jones Smoke, född 18 juli 1941 i Oklahoma City, är en amerikansk före detta kanotist.
Hon blev olympisk bronsmedaljör i K-1 500 meter vid sommarspelen 1964 i Tokyo.